# El Bodón
El Bodón – gmina w Hiszpanii, w prowincji Salamanka, w Kastylii i León, o powierzchni 60,74 km². W 2011 roku gmina liczyła 311 mieszkańców.